# Marc Hertel
Marc Hertel (* 15. September 1969 in Frankfurt am Main) ist ein deutscher Regisseur.
Hertel studierte Film und Medien an der Filmakademie Baden-Württemberg. Seit 1999 ist er als Fernsehregisseur tätig. Er ist Lehrbeauftragter im Bereich Film und Fernsehen an der Macromedia Hochschule für Medien und Kommunikation in Köln.

## Filmografie
- 1999: Alarm für Cobra 11 – Die Autobahnpolizei (Fernsehserie, 1 Folge)
- 1999: Künstliche Welten (Musikvideo)
- 2000: Die Traumprinzen
- 2000–2003: Polizeiruf 110 (Fernsehreihe, 4 Folgen)
- 2002: Die Explosion – U-Bahn-Ticket in den Tod
- 2004: Klassentreffen
- 2005: Ein Fall für zwei (Fernsehserie, 1 Folge)
- 2006: Wilsberg: Tod auf Rezept
- 2008: Die Gerichtsmedizinerin (Fernsehserie, 2 Folgen)
- 2019: Aktenzeichen XY … ungelöst